# VfL 03 Neu-Isenburg
VfL 03 Neu-Isenburg was een Duitse voetbalclub uit Neu-Isenburg, Hessen. 

## Geschiedenis
De club werd op 13 juni 1903 opgericht als Freispielclub 03. In 1913 fuseerde de club met SC 1905 tot FV 03 Neu-Isenburg. Deze fuseerde op zijn beurt met Viktoria 05 in 1921 tot VfL Neu-Isenburg. Beide clubs speelden na de Eerste Wereldoorlog in de Zuidmaincompetitie. Viktoria eindigde derde en vierde en FV vijfde en zevende. 
In 1921 werden de Noordmain- en Zuidmaincompetitie onder gebracht in de overkoepelende Maincompetitie, die eerst uit vier reeksen bestond, maar over twee seizoenen werd teruggebracht naar één reeks. De fusieclub werd groepswinnaar en won de Zuidmainfinale van FC Union 07 Niederrad met 3:0 en 4:1. In de finale tegen Frankfurter FC Germania 1894 verloor de club met 1:0 en won dan thuis met 3:0, omdat het aantal doelpunten niet telden toen werd er een derde wedstrijd gespeeld die Germania met 4:2 won. Het volgende seizoen werd de club slechts zesde, waardoor de club de tweede schifting niet overleefde en degradeerde. In 1926 keerde de club terug naar de hoogste klasse en werd vijfde op tien clubs. Het volgende seizoen werd de club overgeheveld naar de Hessense competitie waar de club derde werd achter VfR Wormatia Worms en 1. FSV Mainz 05. Het volgende seizoen werd VfL opnieuw derde achter deze twee clubs en in 1929/30 zelfs gedeeld tweede achter Worms samen met SV 1899 Wiesbaden. Nadat de club het jaar erna opnieuw vicekampioen werd moest de club terug in de Maincompetitie gaan spelen waar de overmacht van de Frankfurtse clubs te groot was en de club twee seizoenen in de middenmoot eindigde. 
Nadat de NSDAP in 1933 de macht in Duitsland nam en de competitie grondig herstructureerde werd de Gauliga ingevoerd als nieuwe hoogste klasse, waar de club zich niet voor plaatste. 
In 1938 fuseerde de club met SV 1911 Neu-Isenburg tot SpVgg 03 Neu-Isenburg. 